# فاغا
فاغا هي مجموعة فنية تُعنى بتحسين الصحة النفسية ومكافحة التدهور المعرفي من خلال العلاج بالفن. تجمع المنظمة فنانين وأطباء سريريين وعلماء نفس أكاديميين لتعزيز التعاون البحثي وتطوير علاجات فنية جديدة. انفصلت فاغا عن جمعية حقوق الفنانين عام 2018، وهي الآن كيان مستقل بمهمة منفصلة تُركز على الصحة النفسية.

## مهمة
تأسست فاغا (جمعية الفنون البصرية والمعارض) عام 1976 وكانت أول جمعية لجمع حقوق الملكية للفنون الجميلة والتصوير الفوتوغرافي في الولايات المتحدة، ولا تزال واحدة من أكبر الجمعيات. على غرار الجمعية الأمريكية للملحنين والمؤلفين والناشرين، تعمل فاغا كمركز مقاصة لترخيص حقوق إعادة الإنتاج للناشرين والمتاحف وشركات إنتاج الأفلام ودور المزادات والمعارض والشركات متعددة الجنسيات ومستخدمي الفن الآخرين. بالإضافة إلى ذلك، تحمي فاغا أعضاءها من الانتهاكات وتقدم المشورة بشأن جميع جوانب قانون الملكية الفكرية وتدافع عن حقوق الفنانين. تمثل فاغا الفنانين في جميع أنحاء العالم، سواء بشكل مباشر أو من خلال اتفاقيات مع المنظمات التابعة في دول أخرى. بصفتها عضوًا في سي آي أس آا سي، وهو الاتحاد الدولي للجمعيات التي تمثل المبدعين، تشارك فاغا في وضع المعايير الدولية التي تحكم استخدام الأعمال المحمية بحقوق الطبع والنشر.

## المناصرة والضغط
تعمل فاغا على تحسين حقوق الفنانين من خلال التشاور مع مكتب حقوق الطبع والنشر في الولايات المتحدة ومن خلال الضغط على الكونجرس من أجل تحسين تشريعات الحقوق.
في عام 2014، بادرت منظمة فاغا، بالتعاون مع منظمات حقوقية أخرى، بتقديم قانون حقوق الملكية الأمريكية. قدّم النائب جيرولد نادلر مشروع القانون إلى مجلس النواب، وقدّمه السيناتوران تامي بالدوين وإد ماركي إلى مجلس الشيوخ. في حال إقراره، سيُرسي مشروع القانون نظامًا لحقوق إعادة البيع، حيث يحصل مُبدع العمل على نسبة مئوية من مبيعاته عند إعادة بيعه في المزاد.
راجع مكتب حقوق الطبع والنشر بالولايات المتحدة جدوى قانون حقوق إعادة البيع في الولايات المتحدة في عام 2012. قدمت فاغا تعليقات عامة لدعم مثل هذا القانون وتناولت مخاوف المنتقدين. كما شارك المدير التنفيذي لـ فاغا، روبرت بانزر، في مناقشات المائدة المستديرة التي استضافها مكتب حقوق الطبع والنشر بالولايات المتحدة من أجل الدعوة إلى قانون حقوق إعادة البيع. كانت نتائج مراجعة المكتب لصالح قانون حقوق إعادة البيع في الولايات المتحدة بشكل حاسم.

## مشاريع الصحة العقلية فاغا
في عام 2018، انفصلت منظمة فاجا رسميًا عن جمعية حقوق الفنانين، مع احتفاظ الأخيرة بجميع مسؤوليات التراخيص وحقوق الطبع والنشر الخاصة بالمنظمة، بينما واصلت فاجا جميع مشاريع الصحة النفسية والعلاج بالفن. تُدير فاجا الآن برنامجًا واسع النطاق يهدف إلى استكشاف العلاقة بين الصحة النفسية والفنون. وقد شارك الفنانون المشاركون في المشروع علنًا معاناتهم من ضعف الصحة النفسية، ويشارك بعضهم في جلسات مجانية مصممة لتعريف الجمهور بكيفية مساعدة الفن لهم في التغلب على بعض تحديات الصحة النفسية. تتوفر دروس العلاج بالفن المنزلي عبر الإنترنت بالكامل.
يضم مشروع فاغا للصحة النفسية أيضًا عددًا من الخبراء النفسيين، بمن فيهم أطباء نفسيون وأخصائيو علم نفس ومعالجون نفسيون وأخصائيو رعاية؛ يجتمع هؤلاء الأخصائيون لاستكشاف كيفية استخدام الفن كتقنية علاجية في بعض حالات الأمراض النفسية أو العصبية. تُعقد معظم جلسات العلاج بالفن في نيويورك وضواحيها، على الرغم من إنشاء شبكة وطنية من الفنانين وأخصائيي علم النفس السريري، ومن المتوقع أن تبدأ بتقديم جلسات العلاج بالفن بحلول عام 2023.

## روابط خارجية
- فاغا.